# ΜFluids@Home

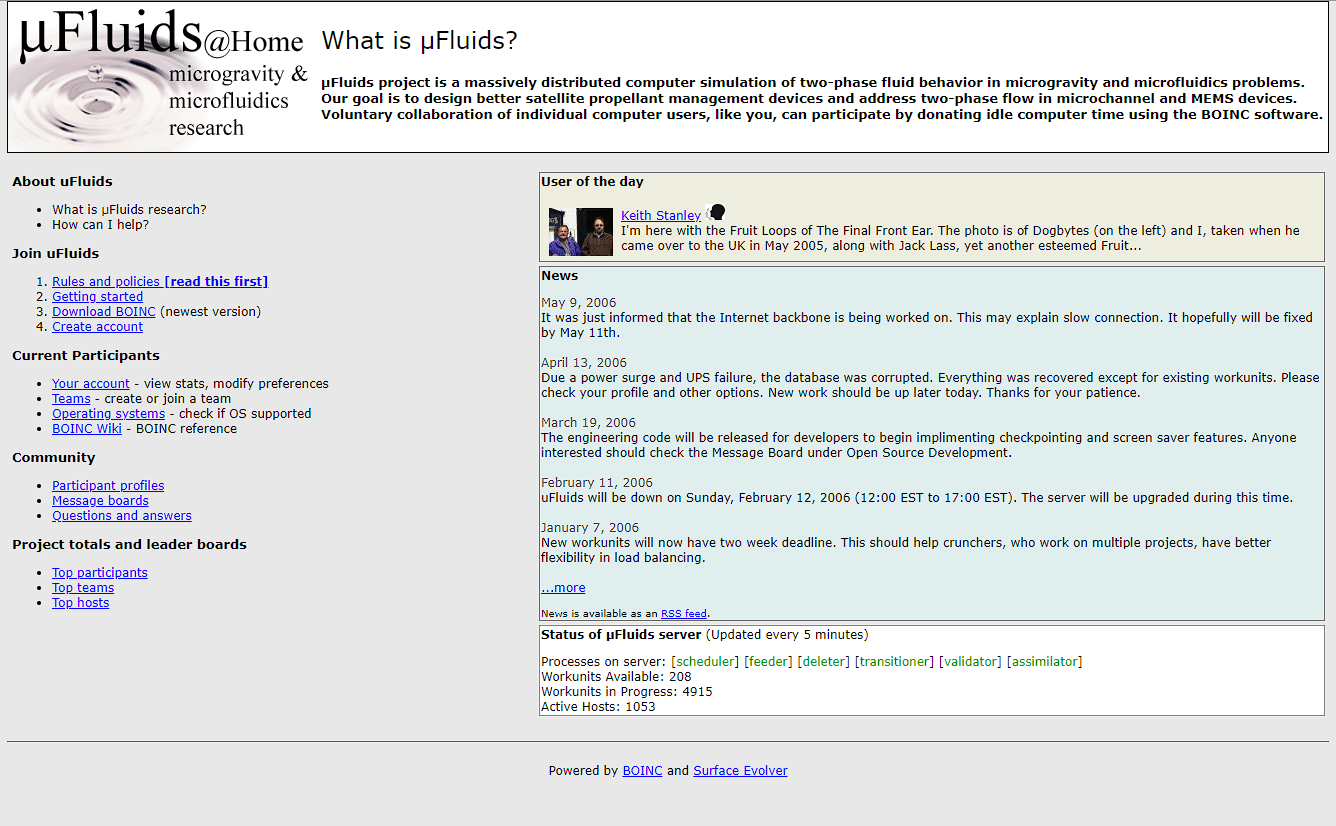
Captura de pantalla del sitio web de Fluids.

μFluids@Home es un proyecto de computación distribuida que corre en la plataforma informática Berkeley Open Infrastructure for Network Computing (BOINC). μFluids@Home simula informáticamente los problemas del comportamiento flujo de dos fases en microgravedad y microfluidos en la Universidad Purdue, usando el programa Surface Evolver.

## Acerca del proyecto
El propósito del proyecto es desarrollar mejores métodos para el manejo de combustibles líquidos para cohetes en microgravedad, e investigar el flujo de dos fases en sistemas microelectromecánicos, tomando en cuenta factores como tensión superficial. Luego, los sistemas podrían diseñarse para que ocupen electrohumectación, geometría de canal, y recubrimientos hidrofóbico o hidrofílico para permitir un pasaje de fluidos más suave. Tales sistemas incluirían, por nombrar algunos, productos sanitarios, biosensores, y pilas de combustible.

## Plataforma de cómputo
μFluids@Home utiliza la plataforma BOINC.
Notas de la aplicación:
- No tiene un protector de pantalla.
- El tiempo requerido para completar una workunit es generalmente menos de 20 horas.
- El tamaño de cada workunit es alrededor de 500 kB.